# 大穆夫提
大穆夫提（阿拉伯语：‎），是伊斯兰教逊尼派或伊巴德派穆斯林国家提供法律意见或解释伊斯兰教法的最高宗教法官:16–20。

## 历史
起初奥斯曼帝国只对唯一一个穆夫提的地位予以官方承认，是为大穆夫提:5。自16世纪起，伊斯坦布尔的大穆夫提就被视作宗教机构负责人，除负责宗教事务，还对重大国家事务诸如统治者废除等做出法律裁决。19世纪中期，此做法为埃及所借鉴:5，并开始向其他国家扩展。时至今日，约有16个国家有大穆夫提:85。